# Palmsdorf (Gemeinde Roitham)
Palmsdorf ist ein Dorf und eine Ortschaft mit 68 Einwohnern (1. Jänner 2024) in der Gemeinde Roitham am Traunfall in Oberösterreich.
Das Dorf besteht aus 16 Häusern, wovon 7 Bauernhöfe sind und 3 davon noch in Betrieb. Alle haben sich auf die Schweineproduktion spezialisiert. Auch eine Kleintierpraxis ist in Palmsdorf vorhanden. Eine kleine Kapelle ziert das Dorf.
Bis 2005 bestand die Ortschaft Palmsdorf aus den Dörfern Stötten und Palmsdorf, bis die Dörfer 2005 getrennt wurden, weil es oft zu Verwechslungen der Hausnummern kam.